# Hunton (Kent)
Hunton is een civil parish in het bestuurlijke gebied Maidstone, in het Engelse graafschap Kent. In 2001 telde het dorp 613 inwoners.